# Коутс, Дениз
Дениз Коутс (англ. Denise Coates; род. 26 сентября 1967, Сток-он-Трент, Стаффордшир) — британская бизнес-леди, миллиардер, основатель и исполнительный директор компании Bet365, занимающейся азартными играми в Интернете.
В октябре 2019 года журнал Forbes оценил собственный капитал Коутс в 12,2 миллиарда долларов. В 2018 году Коутс было выплачено 323 миллиона фунтов стерлингов, включая 50-процентную долю дивидендов компании в размере 92,5 миллиона фунтов стерлингов. По состоянию на 2019 год Коутс является самым высокооплачиваемым исполнительным директором любой британской компании и одной из самых богатых женщин Великобритании согласно списку Sunday Times Rich.

## Биография
Дениз Коутс старшая дочь Питера Коутса, председателя футбольного клуба «Сток Сити». и директора Bet365. Она получила диплом первого класса по эконометрике в Университете Шеффилда.

### Карьера
Во время учёбы в школе Коутс начала работать в финансовом департаменте Provincial Racing, букмекерской конторы, принадлежащей её семье. После окончания университета она продолжила работать в компании Provincial Racing бухгалтером. После этого, в 1995 году Коутс стала управляющим директором небольшой сети магазинов. В том же году она получила ссуду от Barclays на приобретение конкурирующей сети.

## Bet365
В январе 2000 года Коутс приобрела доменное имя Bet365.com. Bet365.com был запущен в 2001 году как сайт онлайн-ставок. Компания заняла у Королевского банка Шотландии (англ. The Royal Bank of Scotland Plc) 15 миллионов фунтов стерлингов под залог пунктов приёма ставок, которыми владела семья Коутс. В 2005 году они были проданы компании Coral за 40 миллионов фунтов стерлингов, что позволило погасить кредит перед RBS.
По состоянию на 2016 год Bet365 является одной из крупнейших в мире компаний, занимающихся азартными онлайн-играми, с доходом в 2 миллиарда долларов и возможностью делать ежегодные ставки в размере 45 миллиардов долларов. Компания также владеет контрольным пакетом акций футбольного клуба «Сток Сити». В 2015 году Bet365 переместила свою штаб-квартиру из Стоука в Гибралтар из-за более благоприятных законов для ведения бизнеса. Коутс по-прежнему управляет компанией вместе со своим братом и согенеральным директором Джоном Коутсом.
Коутс является мажоритарным держателем 50,01 % акций Bet365. По состоянию на декабрь 2019 года её личное состояние оценивается в 12 миллиардов долларов.

## Личная жизнь
Коутс замужем за Ричардом Смитом, и они живут в Бетчтоне недалеко от Сандбача, Чешир. Она водит Aston Martin с именными номерными знаками с её инициалами.
У них пятеро детей, в том числе четверо, о которых в марте 2014 года сообщалось как «недавно усыновленных из одной семьи».

## Почести и награды
В январе 2012 года Коутс была удостоена Ордена Британской империи за заслуги перед обществом и бизнесом. В 2012 году она получила почётную докторскую степень в Стаффордширском университете.
В 2013 году Коутс была названа одной из 100 самых влиятельных женщин Великобритании по версии Woman’s Hour на BBC Radio 4.
В 2019 году Коутс была введена в Зал славы спортивных ставок, управляемый сообществом Sports Betting Community (SBC), за её лидерство в индустрии азартных игр